# Phú Nghĩa, Lạc Thủy
Phú Nghĩa là một xã thuộc huyện Lạc Thủy, tỉnh Hòa Bình, Việt Nam.
Tên của xã được ghép từ tên của hai xã cũ là Phú Lão và Cố Nghĩa.

## Địa lý
Xã Phú Nghĩa nằm ở phía bắc huyện Lạc Thủy, có vị trí địa lý:
- Phía đông giáp thành phố Hà Nội và tỉnh Hà Nam
- Phía tây giáp xã Phú Thành
- Phía nam giáp thị trấn Chi Nê và các xã Khoan Dụ, Thống Nhất
- Phía bắc giáp thành phố Hà Nội và thị trấn Ba Hàng Đồi.

Xã Phú Nghĩa có diện tích 30,97 km², dân số năm 2018 là 7.878 người, mật độ dân số đạt 254 người/km².

## Lịch sử
Địa bàn xã Phú Nghĩa hiện nay trước đây vốn là hai xã Phú Lão và Cố Nghĩa thuộc huyện Lạc Thủy.
Trước khi sáp nhập, xã Cố Nghĩa có diện tích 13,42 km², dân số là 4,127 người, mật độ dân số đạt 308 người/km². Xã Phú Lão có diện tích 17,55 km², dân số là 3.751 người, mật độ dân số đạt 214 người/km².
Ngày 17 tháng 12 năm 2019, Ủy ban Thường vụ Quốc hội ban hành Nghị quyết số 830/NQ-UBTVQH14 về việc sắp xếp các đơn vị hành chính cấp huyện, cấp xã thuộc tỉnh Hòa Bình (nghị quyết có hiệu lực từ ngày 1 tháng 1 năm 2020). Theo đó, sáp nhập toàn bộ diện tích và dân số của hai xã Phú Lão và Cố Nghĩa thành xã Phú Nghĩa.